# Đảng Dân chủ (Indonesia)
Đảng Dân chủ (tiếng Indonesia: Partai Demokrat, PD) là một chính đảng Indonesia. Tổ chức này được thành lập vào ngày 9 tháng 9 năm 2001 bởi cựu Trung tướng Susilo Bambang Yudhoyono.

## Chủ tịch Đảng
- Subur Budhisantoso (2001 – 2005)
- Hadi Utomo (2005 - 23 tháng 5, 2010)
- Anas Urbaningrum (23 tháng 5 năm 2010 – 23 tháng 2 năm 2013)
- Susilo Bambang Yudhoyono (30 tháng 3, 2013 đến nay)